# Боски, Шон
Шон Килоха Боски (англ. Shawn Kealoha Boskie; 28 марта, 1967, Хоторн, Невада) — американский бейсболист, питчер. Выступал в Главной лиге бейсбола (МЛБ) с 1990 по 1998 год.

## Ранние годы
Посещал старшую школу в Рино, Невада, где играл в американский футбол и бейсбол. Последним продолжил заниматься на студенческом уровне, когда поступил в Молодёжный колледж Модесто, Калифорния.

## Карьера
После окончания колледжа на драфте Главной лиги бейсбола 1986 года 14 января в первом раунде был выбран клубом «Чикаго Кабс»; контракт подписал 9 мая. В МЛБ дебютировал 20 мая 1990 года в матче против «Хьюстон Астрос», проведя полную игру, при этом позволив выбить пять хитов. В первом сезоне провёл 15 игр, начав все в старте, и имел earned run average 3,63. В следующем сезоне провёл 28 игр, 20 начав в старте, понизив свой ERA до 5,23. Из-за этого в наступившем сезоне уменьшил количество сыгранных матчей до 23, при этом проведя даже меньше иннингов, чем в дебютный сезон. Несмотря на то, что Боски повысил свой ERA до 5,23, он заработал худшую разницу побед и поражений за карьеру — 5/11. Сезон 1993 стал самым противоречивым из полных в карьере — проведя рекордные 39 игр, питчер провёл всего 65,2 иннинга и выполнил всего 998 подач, но набрал наивысший в карьер ERA 3,43.
22 декабря 1993 года переподписал контракт с клубом, однако в следующем сезоне сыграл всего две игры, после чего 12 апреля был обменян в «Филадельфия Филлис» на Кевина Фостера. За команду провёл 18 игр, набрав ERA 5,23. 21 июля был обменян в «Сиэтл Маринерс» на Фреда Макнейра. Провёл всего две игры (набрав ERA 6,75), так как бейсболисты объявили забастовку и сезон закончился 11 августа. 18 ноября был отпущен клубом.
6 марта 1995 года был подписан «Калифорния Энджелс». В первом сезоне провёл 20 игр, во всех выйдя в старте, набрав ERA 5,64 и впервые сведя разницу побед и ничьих к нулю. 6 сентября Боски участвовал в историческом матче, в котором Кел Рипкен побил рекорд Лу Герига по количеству проведённых подряд матчей. В четвёртом иннинге Рипкен отбил хоум-ран у питчера. Следующий сезон стал рекордным для Боски по вовлечённости в игру. Питчер провёл 37 матчей, 28 из которых начал в старте, и 189,1 иннингов и совершил 2898 подач. Кроме того, впервые бейсболист набрал положительную разницу побед и поражений, а также ERA составил 5,32. Несмотря на это, питчер допустил 40 хоум-ранов за сезон, что является двенадцатым результатом за всю историю лиги. 31 октября стал свободным агентом.
16 декабря 1996 года подписал контракт с «Балтимор Ориолс». Провёл 28 игр, набрав ERA 6,43. Тем не менее, набрал нулевую разницу побед и поражений. В составе клуба единственный раз в своей карьере участвовал в плей-офф, выйдя в финальную серию Национальной лиги. 29 октября 1997 года стал свободным агентом.
3 февраля 1998 года подписал контракт с «Монреаль Экспос». За сезон сыграл всего 5 игр, обновив ряд личных антирекордов: по ERA (9,17), по проведённым иннингам (17,2), по подачам (292). 15 октября стал свободным агентом.